# George Allan
George Horsburgh Allan (Linlithgow, 23 aprile 1875 – Elie ed Earlsferry, 17 ottobre 1899) è stato un calciatore scozzese, di ruolo attaccante.
È stato il primo calciatore del Liverpool a giocare per la nazionale scozzese.

## Caratteristiche tecniche
Era descritto come un calciatore dal buon fisico e molto veloce.
Si ritiene che avrebbe potuto diventare un grande calciatore, ma contrasse la tubercolosi nel 1899 morendone poco dopo.

## Carriera

### Club
Gioca per Vale of Avon, Linlithgow Athletic, Broxburn Shamrock, Bo'ness e Leith Athletic prima di firmare con il Liverpool nel settembre del 1895. Esordisce il 14 settembre del 1895 contro il Newcastle, incontro conclusosi sul 5-1 per i Reds. Nella giornata seguente Allan realizza la sua prima rete contro il Loughborough Town. A fine stagione conta 26 reti in 20 incontri di campionato che gli valgono il titolo di miglior marcatore del torneo. Le tre reti segnate durante i play-off aiutano il Liverpool a raggiungere la First Division. Nella stagione seguente sigla 17 reti in 29 incontri di campionato e nel maggio del 1997 si trasferisce al Celtic. In Scozia mantiene un'ottima media realizzativa, siglando 14 reti in 17 partite di campionato. Ritornato a Liverpool sfiora il titolo di prima divisione, contribuendo al secondo posto dei Reds con 8 marcature in 30 partite.
Si rende protagonista di un particolare episodio il 29 ottobre del 1898 in una sfida contro lo Sheffield United: ad un certo punto della sfida carica il portiere William Foulke che, innervosito, prende Allan per una gamba e lo rovescia; l'arbitro concede un calcio di rigore a favore dei Reds che Andy McCowie realizza per il 2-1 finale a favore del Liverpool, con Allan marcatore dell'altro gol dei padroni di casa.
Nel 1899, durante la sua seconda esperienza a Liverpool, contrae la tubercolosi, perendo nell'ottobre del 1899.
Con i Reds vanta 56 gol in 96 partite tra tutte le competizioni, mantenendo una media di 0,58 reti a partita.

### Nazionale
Il 3 aprile del 1897 gioca a Londra la sua unica partita con la nazionale scozzese affrontando e sconfiggendo per 2-1 l'Inghilterra.

## Palmarès

### Club

#### Competizioni nazionali
- Second Division: 1

Liverpool: 1895-1896
- Campionato scozzese: 1

Celtic: 1897-1898

### Individuale
- Capocannoniere della Second Division: 1

1895-1896 (25 gol)